# Cycloneda sanguinea
Cycloneda sanguinea – gatunek chrząszcza z rodziny biedronkowatych.

## Taksonomia
Gatunek ten opisany został po raz pierwszy w 1763 roku przez Karola Linneusza pod nazwą Coccinella sanguinea. Jako miejsce typowe wskazał on Surinam. Epitet gatunkowy oznacza po łacinie „krwistoczerwona”. W 1792 roku Johan Christian Fabricius opisał go pod synonimiczną nazwą Coccinella immaculata. W 1850 roku Étienne Mulsant przeniósł oba te gatunki do rodzaju Daulis. W 1899 roku Thomas Lincoln Casey przeniósł gatunek opisany przez Fabriciusa do rodzaju Cycloneda oraz opisał dwa inne gatunki, Cycloneda rubripennis i Cycloneda limbifer, z których pierwszy został z C. sanguinea zsynonimizowany, a drugi uznany został za jego podgatunek.

## Morfologia
Chrząszcz o zaokrąglonym w zarysie, wysklepionym ciele długości od 3,2 do 6,5 mm i szerokości od 2,9 do 5,1 mm. Przedplecze jest czarne z białawo obwiedzionymi brzegiem przednim, brzegami bocznymi i kątami tylno-bocznymi oraz z parą białawych plam po bokach, całkowicie otoczonych barwą czarną. Pokrywy mają ubarwienie pomarańczowe do czerwonego; jest ono jednolite lub krawędzie boczne pokryw są czarno obwiedzione, jak ma to miejsce u podgatunku C. s. limbifer. Boczne krawędzie pokryw są lekko rozpłaszczone. Przedpiersie ma wąski wyrostek międzybiodrowy z dobrze wykształconą listewką środkową i uwstecznionymi żeberkami bocznymi. Odnóża środkowej i tylnej pary mają po dwie ostrogi na goleni. Pazurki stóp mają duże zęby nasadowe. Genitalia samca są symetrycznie zbudowane.

## Ekologia i występowanie
Do parazytoidów tej biedronki należy błonkówka Homalotylus hemipterinus z rodziny suskowatych. Z jej ciała opisano także nowy rodzaj i gatunek roztocza z rodziny Podapolipidae, Coccipolipus macfarlanei.
Gatunek amerykański, znany z krainy neotropikalnej i południa Nearktyki. Jest najszerszej rozprzestrzenionym przedstawicielem biedronkowatych z Ameryki Łacińskiej. Na północ sięga południowych Stanów Zjednoczonych, gdzie znany jest z Kalifornii, Arizony, Nowego Meksyku, Teksasu, Luizjany, Missisipi, Alabamy, Karoliny Północnej, Karoliny Południowej, Georgii i Florydy. Dalej na południe sięga przez Meksyk, Bahamy, Kubę, Kajmany i Amerykę Centralną po Amerykę Południową. W tej ostatniej sięga na południe do Chile i Argentyny, a na zachód po archipelag Galapagos, gdzie występuje sympatrycznie z pokrewną Cycloneda galapagensis.